# Kiyoshi Tomizawa
Kiyoshi Tomizawa (jap. 富沢清司 Tomizawa Kiyoshi; ur. 3 grudnia 1943 roku w Fujedzie) – japoński piłkarz, reprezentant kraju.

## Kariera klubowa
Jako piłkarz grał w klubie Nippon Steel. Karierę zakończył w 1976.

## Kariera reprezentacyjna
Karierę reprezentacyjną rozpoczął w 1965, a zakończył w 1971 roku. W sumie w reprezentacji wystąpił w 9 spotkaniach. Został powołany do kadry na Igrzyska Olimpijskie w 1964 i 1968 roku.

## Statystyki
| Reprezentacja Japonii | Reprezentacja Japonii | Reprezentacja Japonii |
| Rok                   | Mecze                 | Gole                  |
| --------------------- | --------------------- | --------------------- |
| 1965                  | 2                     | 0                     |
| 1966                  | 0                     | 0                     |
| 1967                  | 1                     | 0                     |
| 1968                  | 1                     | 0                     |
| 1969                  | 0                     | 0                     |
| 1970                  | 2                     | 0                     |
| 1971                  | 3                     | 2                     |
| Razem                 | 9                     | 2                     |